# Persone di cognome Rice
| Questa pagina contiene informazioni ricavate automaticamente dalle voci biografiche con l'ausilio del template Bio e di un bot. L'aggiornamento è periodico e automatico e ricostruisce completamente la pagina. Se manca una persona in questa lista, sei pregato di non aggiungerla, ma accertati piuttosto che la sua voce biografica contenga il template Bio e che i dati anagrafici siano correttamente compilati. Se il template Bio manca, inseriscilo tu stesso o, in alternativa, metti l'avviso {{tmp\|Bio}} che ne segnala la mancanza. Se i dati riportati sono sbagliati, correggi direttamente la voce biografica; le modifiche saranno visibili in questa lista entro pochi giorni. Per chiarimenti vedi il progetto antroponimi. La lista contiene solo le 56 persone che sono citate nell'enciclopedia e per le quali è stato implementato correttamente il template Bio. Pagina aggiornata al 23 apr 2025. |

Questa è una lista di persone presenti nell'enciclopedia che hanno il cognome Rice, suddivise per attività principale.

## Allenatori di calcio(1)
- Brian Rice, allenatore di calcio e ex calciatore scozzese (Bellshill, n. 1963)

## Attrici(3)
- Angourie Rice, attrice australiana (Sydney, n. 2001)
- Florence Rice, attrice statunitense (Cleveland, n. 1907 - Honolulu, † 1974)
- Joan Rice, attrice britannica (Derby, n. 1930 - Maidenhead, † 1997)

## Attrici teatrali(1)
- Sarah Rice, attrice teatrale e soprano statunitense (Okinawa, n. 1955 - New York, † 2024)

## Botanici(1)
- Barry Rice, botanico statunitense

## Cabarettisti(1)
- Thomas D. Rice, cabarettista statunitense (Manhattan, n. 1808 - Brooklyn, † 1860)

## Calciatori(2)
- Declan Rice, calciatore inglese (Londra, n. 1999)
- Pat Rice, ex calciatore e allenatore di calcio nordirlandese (Belfast, n. 1949)

## Canottieri(1)
- William Rice, canottiere canadese (Cincinnati, n. 1881 - San Mateo, † 1941)

## Cantanti(1)
- Michael Rice, cantante britannico (Hartlepool, n. 1997)

## Cantautori(2)
- Bryan Rice, cantautore danese (Roskilde, n. 1978)
- Damien Rice, cantautore irlandese (Celbridge, n. 1973)

## Cestisti(8)
- Glen Rice, ex cestista statunitense (Flint, n. 1967)
- Andrew Rice, ex cestista australiano (Redhill, n. 1980)
- Darius Rice, ex cestista statunitense (Jackson, n. 1982)
- Lamar Rice, ex cestista statunitense (Flint, n. 1982)
- Maureece Rice, ex cestista statunitense (Filadelfia, n. 1984)
- Rayvonte Rice, cestista statunitense (Champaign, n. 1992)
- Sir'Jabari Rice, cestista statunitense (Houston, n. 1998)
- Tyrese Rice, ex cestista statunitense (Richmond, n. 1987)

## Chitarristi(1)
- Tony Rice, chitarrista e musicista statunitense (Danville, n. 1951 - Reidsville, † 2020)

## Compositori di scacchi(1)
- John Rice, compositore di scacchi britannico (Londra, n. 1937)

## Conduttori radiofonici(1)
- Tim Rice, conduttore radiofonico, autore televisivo e paroliere britannico (Shardeloes, n. 1944)

## Giocatori di baseball(4)
- Del Rice, giocatore di baseball e cestista statunitense (Portsmouth, n. 1922 - Buena Park, † 1983)
- Sam Rice, giocatore di baseball statunitense (Morocco, n. 1890 - Rossmoor, † 1974)
- Jim Rice, ex giocatore di baseball statunitense (Anderson, n. 1953)
- Scott Rice, giocatore di baseball statunitense (Simi Valley, n. 1981)

## Giocatori di football americano(7)
- Brenden Rice, giocatore di football americano statunitense (Chandler, n. 2002)
- Jerry Rice, ex giocatore di football americano statunitense (Starkville, n. 1962)
- Ken Rice, giocatore di football americano statunitense (Bainbridge, n. 1939 - Canton, † 2020)
- Rashee Rice, giocatore di football americano statunitense (North Richland Hills, n. 2000)
- Ray Rice, ex giocatore di football americano statunitense (New Rochelle, n. 1987)
- Sidney Rice, ex giocatore di football americano statunitense (Gaffney, n. 1986)
- Simeon Rice, ex giocatore di football americano statunitense (Chicago, n. 1974)

## Hockeisti su ghiaccio(1)
- Willard Rice, hockeista su ghiaccio statunitense (Newton, n. 1895 - Weston, † 1967)

## Imprenditori(1)
- Isaac Rice, imprenditore e mecenate statunitense (Wachenheim, n. 1850 - New York, † 1915)

## Ingegneri(2)
- Peter Rice, ingegnere irlandese (Dublino, n. 1935 - Londra, † 1992)
- Stephen O. Rice, ingegnere e statistico statunitense (Shedds, n. 1907 - La Jolla, † 1986)

## Musicisti(1)
- Boyd Rice, musicista, compositore e archivista statunitense (Lemon Grove, n. 1956)

## Nuotatrici(1)
- Stephanie Rice, ex nuotatrice australiana (Brisbane, n. 1988)

## Pedagogisti(1)
- Edmund Ignatius Rice, pedagogista irlandese (Callan, n. 1762 - Waterford, † 1838)

## Piloti automobilistici(1)
- Buddy Rice, pilota automobilistico statunitense (Phoenix, n. 1976)

## Politiche(3)
- Condoleezza Rice, politica, diplomatica e politologa statunitense (Birmingham, n. 1954)
- Kathleen Rice, politica e avvocato statunitense (New York, n. 1965)
- Susan Rice, politica e diplomatica statunitense (Washington, n. 1964)

## Politici(2)
- Albert E. Rice, politico statunitense (Vinje, n. 1845 - Rochester, † 1921)
- Tom Rice, politico statunitense (Charleston, n. 1957)

## Registi(1)
- Spencer Rice, regista e scrittore canadese (Toronto, n. 1963)

## Scrittrici(3)
- Anne Rice, scrittrice statunitense (New Orleans, n. 1941 - Rancho Mirage, † 2021)
- Craig Rice, scrittrice e sceneggiatrice statunitense (Chicago, n. 1908 - Los Angeles, † 1957)
- Blair Niles, scrittrice statunitense (Staunton, n. 1880 - † 1959)

## Tenniste(1)
- Lena Rice, tennista irlandese (Marlhill, n. 1866 - Marlhill, † 1907)

## Tennisti(1)
- Horace Rice, tennista australiano (Sydney, n. 1872 - Sydney, † 1950)

## Vescovi cattolici(1)
- Edward Matthew Rice, vescovo cattolico statunitense (Saint Louis, n. 1960)

## Virologi(1)
- Charles M. Rice, virologo statunitense (Sacramento, n. 1952)